# 9. октобар
9. октобар (9.10.) је 282. дан у години по грегоријанском календару (283. у преступној години). До краја године има још 83 дана.

## Догађаји
- 1621 — Завршена је битка код Хотина повлачењем турске војске.
- 1701 — У Њу Хејвену, у америчкој држави Конектикат, основан Универзитет Јејл.
- 1806 — Пруска прекинула неутралну политику према Наполеону и објавила рат Француској, у ком је поражена уз тешке територијалне губитке.
- 1915 — Немачке и аустроугарске трупе у Првом светском рату заузеле Београд.
- 1934 — Владо Черноземски је извршио атентат на југословенског краља Александра Карађорђевића у Марсељу.
- 1940 — Немачки Луфтвафе бомбардовао је Катедралу Светог Павла током битке за Британију.
- 1944 — Почела Трећа московска конференција на којој су британски премијер Винстон Черчил и лидер СССР Јосиф Стаљин разматрали проблем Пољске, Грчке и Југославије и договарали се о уређењу Европе после Другог светског рата.
- 1949 — Отворен је фудбалски стадион ЈНА.
- 1962 — Уганда стекла независност после готово 70 година британске колонијалне управе.
- 1963 — Више од 2.000 људи погинуло у поплавама када је велики одрон изазвао велики талас који је надвисио брану Вајонт код Лонгаронеа, у североисточној Италији.
- 1970 — У Камбоџи је председник парламента Ин Там објавио укидање монархије.
- 1975 — Совјетски физичар и дисидент Андреј Сахаров добио Нобелову награду за мир.
- 1983 — У експлозији бомбе у Рангуну, главном граду Бурме, убијено 18 владиних функционера Јужне Кореје, међу којима четири министра и шеф дипломатије Ли Бум Сук. Јужнокорејске власти за подметање бомбе оптужиле агенте Северне Кореје.
- 1992 — У покушају да спречи даље разбуктавање рата у Босни и Херцеговини Савет безбедности Уједињених нација усвојио резолуцију о забрани војних летова у ваздушном простору БиХ, а мировним снагама наложено да надгледају забрану.
- 1997 — 
  - Више од 200 људи погинуло када је ураган „Паулина“ погодио мексичко летовалиште Акапулко.
  - Завршава се шаховски турнир у Тилбургу, Холандија. Побеђује Петар Свидлер.
- 1998 — Аријел Шарон постао министар спољних послова Израела задужен за мировне преговоре с Палестинцима.
- 2001 — Амерички научници Ерик Корнел и Карл Вимен и Немац Волфганг Кетерле добили Нобелову награду за физику. Они су открили ново стање материје, ултрахладан гас, чија примена отвара нове могућности за развој прецизне електронике.
- 2002 — Први пут у историји српског парламентаризма одржан ТВ-дуел Војислава Коштунице и Мирољуба Лабуса, кандидата за председника Србије који су ушли у други изборни круг.
- 2009 — 
  - Норвешки Нобелов Комитет је објавио да је 44. амерички председник Барак Обама лауреат Нобелове награде за мир те године.
  - Извршен покушај атентата на Малалу Јусуфзаи, девојчицу борца за право на школовање женске деце.

## Рођења
- 1201 — Робер де Сорбон, француски теолог, оснивач универзитета Сорбона. (прем. 1274)
- 1261 — Динис Португалски, краљ Португалије. (прем. 1325)
- 1757 — Шарл X, француски краљ. (прем. 1836)
- 1788 — Јожеф Кошич, словеначки песник, историчар и свештеник (прем. 1867)
- 1835 — Камиј Сен-Санс, француски композитор и клавирски виртуоз. (прем. 1921)
- 1852 — Херман Емил Фишер немачки хемичар, добитник је Нобелове награде за хемију (1902). (прем. 1919)
- 1854 — Михајло Пупин, српски научник и проналазач. (прем. 1935)
- 1859 — Алфред Драјфус, француски официр. (прем. 1935)
- 1873 — Карл Шварцшилд, немачки астрофизичар и астроном. (прем. 1916)
- 1874 — Николај Рерих, руски сликар, филозоф, научник и писац. (прем. 1947)
- 1879 — Макс фон Лауе, немачки физичар. (прем. 1960)
- 1888 — Николај Бухарин, руски политичар и писац. (прем. 1938)
- 1892 — Иво Андрић, српски књижевник, добитник Нобелове награде за књижевност. (прем. 1975)
- 1895 — Властимир Павловић Царевац, српски музичар, најпознатији као виолиниста и диригент. (прем. 1965)
- 1906 — Леополд Седар Сенгор, афрички политичар. (прем. 2001)
- 1907 — Жак Тати, француски режисер, глумац и сценариста. (прем. 1982)
- 1907 — Хорст Весел, нацистички војник, аутор химне Нацистичке партије. (прем. 1930)
- 1914 — Драгиша Ивановић инжењер, професор, ректор Београдског универзитета, учесник Априлског рата и Народноослободилачке борбе, друштвено-политички радник, народни херој Југославије. (прем. 2001)
- 1917 — Ђоко Јованић, генерал ЈНА и народни херој. (прем. 2000)
- 1922 — Олга Гиљот, кубанска певачица. (прем. 2010)
- 1936 — Јелена Генчић, југословенска и српска рукометашица, тенисерка и тениска тренеркиња. (прем. 2013)
- 1938 — Хајнц Фишер, аустријски политичар.
- 1940 — Џон Ленон, енглески музичар. (прем. 1980)
- 1947 — Франс Гал, француска музичарка. (прем. 2018)
- 1950 — Џоди Вилијамс, америчка политичарка.
- 1950 — Макса Ћатовић, српски музички и филмски продуцент.
- 1953 — Тони Шалуб, амерички глумац.
- 1954 — Скот Бакула, амерички глумац.
- 1958 — Срђан Шапер, српски музичар, глумац и маркетиншки стручњак, члан група Идоли и ДПД.
- 1959 — Борис Немцов, руски политичар. (прем. 2015)
- 1964 — Гиљермо дел Торо, мексички редитељ, глумац, сценариста и писац.
- 1966 — Дејвид Камерон, британски политичар, 75. премијер Уједињеног Краљевства.
- 1969 — Пи Џеј Харви, енглеска музичарка.
- 1969 — Стив Маквин, енглески редитељ, сценариста, продуцент и визуелни уметник.
- 1974 — Чедомир Антић, српски историчар и политички активиста.
- 1975 — Марк Видука, аустралијски фудбалер.
- 1979 — Крис О'Дауд, ирски глумац и комичар.
- 1979 — Брандон Раут, амерички глумац.
- 1990 — Борис Вапенски, српски ватерполиста.
- 1991 — Олександр Липовиј, украјински кошаркаш.
- 1996 — Бела Хадид, амерички модел.[1]

## Смрти
- 1047 — Папа Климент II, католички папа.
- 1273 — Елизабета Баварска, краљица Немачке. (рођ. 1227)
- 1390 — Хуан I од Кастиље, краљ Кастиље. (рођ. 1358)
- 1562 — Габријеле Фалопио, италијански хирург, анатом и ботаничар. (рођ. 1523)
- 1831 — Јоанис Каподистријас, председник Грчке. (рођ. 1776)
- 1934 — Александар I Карађорђевић, југословенски краљ. (рођ. 1888)
- 1934. — Луј Барту, француски политичар. (рођ. 1862.)
- 1943 — Питер Земан, холандски физичар (рођ. 1865)
- 1958 — Папа Пије XII, католички папа. (рођ. 1876)
- 1967 — Ернесто Че Гевара, аргентински револуционар. (рођ. 1928)
- 1967. — Јозеф Пилатес, немачки спортиста. (рођ. 1883)
- 1972 — Миријам Хопкинс, америчка глумица. (рођ. 1902)
- 1974 — Оскар Шиндлер, чешко-немачки предузетник, спашавао Јевреје током холокауста. (рођ. 1908)
- 1978 — Жак Брел, француски шансоњер и композитор. (рођ. 1929)
- 1988 — Феликс Ванкел, немачки инжењер и проналазач. (рођ. 1902)
- 1996 — Александар Поповић, српски књижевник. (рођ. 1929)
- 2002 — Сава Мрмак, југословенски телевизијски редитељ. (рођ. 1929)
- 2004 — Жак Дерида, француски филозоф, један од најутицајнијих филозофа крајем XX века. (рођ. 1930)
- 2006 — Рејмонд Нурда, амерички бизнисмен. (рођ. 1924)
- 2006. — Пол Хантер, енглески играч снукера. (рођ. 1978)
- 2013 — Милан Матуловић, шаховски велемајстор, државни првак, репрезентативац. (рођ. 1935)
- 2014 — Борис Бузанчић, хрватски глумац и политичар. (рођ. 1929)
- 2016 — Анджеј Вајда, пољски филмски режисер, продуцент и сценариста. (рођ. 1926)

## Празници и дани сећања
- Српска православна црква данас прославља 
  - Свети апостол и јеванђелист Јован Богослов
- Национални дан давања у Србији